# Simon de La Brosse
Simon de La Brosse, auch in der Schreibweise Simon de la Brosse (* 9. Oktober 1965 in Paris; † 17. April 1998 in Suresnes), war ein französischer Schauspieler.

## Leben
Simon de La Brosse wuchs im Pariser Stadtviertel Montmartre auf, wo er nach dem Abschluss des Collège als Kellner in einem Café arbeitete. Hier wurde er 1982 als mögliches Schauspieltalent von Dominique Besnehard entdeckt und an Éric Rohmer vermittelt. Rohmer setzte ihn als Darsteller des Jugendlichen Sylvain in seinem Film Pauline am Strand ein. In den folgenden Jahren erhielt de La Brosse zahlreiche Rollen in französischen und US-amerikanischen Film- und Fernsehproduktionen. 1984 begann er ein Schauspielstudium am Conservatoire national supérieur d’art dramatique, das er 1987 erfolgreich abschloss. In den 1990er-Jahren nahmen seine Engagements deutlich ab. Simon de La Brosse starb im Alter von 32 Jahren durch Suizid. Die letzte Produktion, an der er mitwirkte, der Fernsehmehrteiler Louise et les marchés, wurde wenige Wochen nach seinem Tod im französischen Fernsehen erstausgestrahlt.

## Filmografie (Auswahl)
- 1983: Pauline am Strand (Pauline à la plage)
- 1983: Kollege kommt gleich (Garçon!)
- 1984: Erben der Liebe (Mistral’s Daughter) (Fernsehmehrteiler)
- 1985: Der Mann, der weint (La vie de famille)
- 1985: Das freche Mädchen (L'effrontée)
- 1986: Betty Blue – 37,2 Grad am Morgen (37°2 le matin)
- 1986: Lebenswut (Désordre)
- 1986: Sins (Fernsehmehrteiler)
- 1987: Verzehrende Flamme (Buisson ardent)
- 1987: Schnittwunden (Travelling avant)
- 1987: Die Unschuldigen (Les innocents)
- 1988: Die kleine Diebin (La petite voleuse)
- 1989: Der Mann, der sich verdächtig machte (Le suspect) (Fernsehfilm)
- 1990: Liebesroulette (Strike It Rich)
- 1993: Nur der Hauch eines Zweifels (L’ombre du doute)
- 1995: Il grande Fausto (Fernsehfilm)
- 1998: Louise et les marchés (Fernsehmehrteiler)